# Carole Benzaken
Carole Benzaken, née en 1964 à Grenoble, est une artiste peintre et graveuse contemporaine qui vit et travaille à Paris.

## Éléments de biographie
Carole Benzaken quitte Grenoble pour Paris avec l'idée de devenir décoratrice de théâtre avant de changer d'avis et d'entrer à l'École des beaux-arts de Paris où elle étudie de 1985 à 1990, avec le peintre Henri Cueco pour professeur. Elle sort diplômée en 1990. Elle tire son inspiration des multiples images prises dans les médias et mêle actualité, intime, anecdote, décoratif, publicité… Elle a séjourné à Los Angeles de 1997 à 2004.

## Travail
L'art de Carole Benzaken traite de l'exploration de l'image en tant qu'hommage à la réalité. Elle s'exprime surtout à travers des peintures à la fois abstraites et figuratives. Son travail met en question nos certitudes sensibles souvent par le biais de grands formats qui montrent des scènes floues comme si elles étaient perçues en mouvement. Thierry Novarese écrit à propos de la pratique de Carole Benzaken que c'est un « art du bougé, qui produit un glissement identitaire, un vacillement du sens ». 

## Prix et distinctions
- 1998 :  Chevalier de l'ordre des Arts et des Lettres : décret du 4 décembre ;
- 2004 : Prix Marcel-Duchamp ;
- 2008 :  Officier de l'ordre des Arts et des Lettres : promotion du 14 juillet ;
- 2011 :  Chevalier de la Légion d'honneur : décret du 22 avril[3].

## Expositions

### Expositions personnelles
- 1991 : Pierre Lescot Gallery.

- 1993 :
  - Nathalie Obadia Gallery, Paris ;
  - Spazio d'Arte, Serre di Rapolano, Italie.

- 1994 : Fondation Cartier pour l'art contemporain, Paris.

- 1995 :
  - Sala El Roser, Escola municipal de Belles Arts, Cavalers ;
  - Villa Arson, Nice ;
  - Chapelle Saint-Jacques, Saint-Gaudens.

- 1996 : Nathalie Obadia Gallery, Paris.

- 1999 :
  - Nathalie Obadia Gallery, Paris ;
  - CAPC- Museum of Contemporary Arts, Bordeaux.

- 2000 : INMO Gallery, Los Angeles ;
- 2002 : Nathalie Obadia Gallery, Paris ;
- 2003 : Anne Faggionato Gallery, Londres.

- 2004 :
  - Espace 315, Prix Marcel Duchamp IVth edition, Centre Pompidou, Paris ;
  - Skarstedt Gallery, Stockholm.

- 2005 : Saint Radboud University, Nimègue, Pays-Bas ;
- 2006 : Nathalie Obadia Gallery, Paris ;
- 2007 : Galerie Hambursin-Boisanté, Montpellier ;
- 2008 : Item, Paris.

- 2009 :
  - Galerie Nathalie Obadia, Paris ;
  - Contemporary Art Center, Saint-Restitut.

- 2010 : Galerie Nathalie Obadia, Bruxelles ;
- 2011 : Musée d'art et d'histoire du judaïsme, Paris ;
- 2012 : Galeria Bielska, Centre d'Art Contemporain, Bielsko, Pologne ;
- 2013 : Galerie Nathalie Obadia ;
- 2014 : Musée des beaux-arts de Nancy ;
- 2016 : Yod, Carré Sainte-Anne, Montpellier[4] ;
- 2017 : Coupé/Décalé, musée de Louviers ;
- 2019 : Là-bas… Toi, Galerie Nathalie Obadia, Paris[5].

### Expositions collectives (sélection)
- 1996 : Salon de Montrouge, France ;
- 1997 : Figures et paysages, FRAC Île-de-France, Rhine Contemporary Art Center, Alsace, France ;
- 1998 : L'Œil et l'Esprit, commissaire Alfred Pacquement, Gunma Museum of Contemporary Art, Iwaki City Museum of Contemporary Art and Wakayama Museum of Contemporary Art, Japon.

- 2000 :
  - Group Show, Annina Nosei Gallery, New York ;
  - Art in the Wind, domaine de Chamarande, France ;
  - Spring Colors, 1980-2000: 20 years, 20 artists, galerie de l'Assemblée nationale, Paris ;
  - From Arts… to Fashion, Christie's Paris ;
  - One Night Stand, Los Angeles ;
  - Spurgeon, Santa Anna, Californie ;
  - Modern Landscape, FRAC Collection, Auvergne, Crozatier Museum, Le Puy-en-Velay, France.

- 2001/2002 : Mondial, Grimaldi Forum Monaco.

- 2002 :
  - Centre Georges Pompidou, exhibition Lieber Maler, Male Mir, (Dear Painter, Paint Me), commissaire Alison Gingeras ;
  - Summer Invitational, Annina Nosei Gallery, New York.

- 2003 :
  - 10th Birthday, Nathalie Obadia Gallery, Paris ;
  - Face & Cie (Facéties), Carolus Duran et Compagnie, musée des beaux-arts de Tourcoing ;
  - Dear Painter Paint Me, Schirn Kunsthalle, Frankfurt.

- 2004 :
  - De leur Temps, musée des beaux-arts de Tourcoing ;
  - Moving Picture Desire, Busan Biennal, Corée du Sud.

- 2005 :
  - Cologne Art Fair, exhibition curated by Adiaf ;
  - Trame Contemporaine, Musée de la Tapisserie, Beauvais ;
  - Collection 2, Fondation pour l’art contemporain, Claudine et Jean-Marc Salomon.

- 2006 :
  - Eye on Europe: Prints, Books, and multiples, 1960 to now, The Museum of Modern Art, New York, Deborah Wie, chief commissaire, and Wendy weitman, commissaire, Department of Prints and Illustrated Books ;
  - La Force de l'art, Grand Palais, Paris ;
  - Art in the Age of Anxiety, Premio Biella per l’incisione 2006, commissaire: Jeremy Lewison, Museo del Territorio Biellese, Biella, Italie ;
  - Parcours# 1 2005-2006”, Collection du MAC/VAL, musée d'art contemporain du Val-de-Marne ;
  - Lumières contemporaines, Vitraux du XXIe siècle et Architecture Sacrée, Centre international du vitrail, Chartres.

- 2007 :
  - Contempory Cool and Collected, Mint Museum of Art, Charlotte, États-Unis ;
  - Bêtes et Hommes, Grande Halle de La Villette, commissaire Vinciane Despret, Paris.

- 2008 : Cris et Chuchotements, Centre de la Gravure et de l'Image Imprimée, La Louvière, Belgique.

- 2009 :
  - Elles@centrepompidou, Centre Pompidou, Paris ;
  - 1,2,3, Hypnos, Galerie Defrost, Paris.

- 2011 : Les 10 ans du Prix Marcel Duchamp, Mori Art Museum, Tokyo ;
- 2016 : « Résonance. De l'original au multiple », Centre Cristel Éditeur d'Art, Saint-Malo, du 30 janvier au 19 mars 2016[6].

### Commandes publiques
- 1998-2000 : Création et réalisation de vitraux pour l'église de Varennes-Jarcy, XIIIe siècle, en collaboration avec les Ateliers Duchemin, France ;
- 2002-2004 : Création et suivi de réalisation d'une tapisserie, Manufacture de Beauvais, France ;
- 2005 : Création d'une gravure à l'eau-forte, vernis mou et aquatinte pour la Chalcographie du Louvre intitulée Moïse défendant les jeunes filles de Jethro[7].

## Collections publiques
- Museum of Modern Art, New York ;
- Musée national d'Art moderne, Paris ;
- Fonds municipal d'art contemporain de la VIlle de Paris, Paris ;
- Musée Paul-Dini, Villefranche-sur-Saône ;
- Fonds national d'art contemporain, Paris ;
- Fondation Cartier, Paris.

- Fonds régional d'art contemporain :
  - Alsace ;
  - Midi-Pyrénées ;
  - Île-de-France ;
  - Auvergne.